# Kristoffer Rygg
Kristoffer Rygg (9 de setembro de 1976), também conhecido como Garm, Trickster G., G. Wolf, Vargnatt Inc., Fiery G. Maelstrom, Christophorus G. Rygg, God Head, é um premiado cantor, músico e produtor norueguês. Rygg gravou álbuns de black metal, folk metal, música experimental, música ambiente e trilhas sonoras. Foi indicado duas vezes ao prêmio Spellemannprisen.
Fez parte das bandas Borknagar e Arcturus. Atualmente integra as bandas Ulver, Head Control System e Æthenor.

## Biografia
Nascido em Oslo, Noruega, Kristoffer Rygg fundou aos 16 anos a banda Ulver. Tendo já participado das também conhecidas bandas Borknagar e Arcturus. Em 2005, em parceria com o músico e produtor Daniel Cardoso, ele fundou a banda Head Control System, com a qual lançou apenas um álbum em 2006, Murder Nature. Em 2011 ele entrou para o Æthenor, banda de música ambiente e drone dos músicos Daniel O'Sullivan, Stephen O'Malley e Steve Noble. Hoje sua banda principal é o Ulver, com a qual já lançou desde 1993 nove álbuns de estúdio.

### Jester Records
Além de seu trabalho como músico, Kristoffer Rygg é o proprietário da gravadora Jester Records, um selo independente com vários artistas de estilos diferentes.

## Discografia
| Data de lançamento | Título                                                      | Banda               |
| 1993               | Vargnatt                                                    | Ulver               |
| 1993               | Rehearsal 1993                                              | Ulver               |
| 1994               | Mysticum / Ulver                                            | Ulver               |
| 1994               | Constellation                                               | Arcturus            |
| 1995               | Bergtatt - Et Eeventyr i 5 Capitler                         | Ulver               |
| 1996               | Aspera Hiems Symfonia                                       | Arcturus            |
| 1996               | Kveldssanger                                                | Ulver               |
| 1996               | Borknagar                                                   | Borknagar           |
| 1997               | Nattens Madrigal - Aatte Hymne til Ulven i Manden           | Ulver               |
| 1997               | The Olden Domain                                            | Borknagar           |
| 1997               | La Masquerade Infernale                                     | Arcturus            |
| 1998               | Themes from William Blake's The Marriage of Heaven and Hell | Ulver               |
| 1999               | Metamorphosis'                                              | Ulver               |
| 2000               | Perdition City                                              | Ulver               |
| 2001               | Silence Teaches You How to Sing                             | Ulver               |
| 2001               | Silencing the Singing                                       | Ulver               |
| 2002               | The Sham Mirrors                                            | Arcturus            |
| 2002               | Lyckantropen Themes                                         | Ulver               |
| 2003               | A Quick Fix of Melancholy                                   | Ulver               |
| 2003               | Svidd Neger                                                 | Ulver               |
| 2005               | Blood Inside                                                | Ulver               |
| 2006               | Murder Nature                                               | Head Control System |
| 2007               | Shadows of the Sun                                          | Ulver               |
| 2008               | Betimes Black Cloudmasses                                   | Æthenor             |
| 2011               | En Form for Blå                                             | Æthenor             |
| 2011               | Wars of the Roses                                           | Ulver               |
| 2012               | Roadburn EP                                                 | Ulver               |
| 2012               | Childhood's End                                             | Ulver               |
| 2015               | ATGCLVLSSCAP                                                | Ulver               |

### Como convidado
| Data de lançamento | Título                                                                              | Banda              |
| 1995               | Seen Through the Veils of Darkness (The Second Spell) - vocal em Vinterriket        | Gehenna            |
| 1997               | Nonsense Chamber - performance em Children, It Is I                                 | Aphrodisiac        |
| 1999               | Urd - That Which Was (EP) - remix em The Falcon Flies (Ulver juxtaposition remix)   | Hagalaz' Runedance |
| 2000               | Department of Apocalyptic Affairs - vocal em Last-Minute Lies                       | Fleurety           |
| 2001               | World ov Worms - vocal em Chaos Deathcult e Transcendental War: Battle Between Gods | Zyklon             |
| 2003               | Souvenirs - vocal em A Life All Mine                                                | The Gathering      |
| 2003               | Carheart - vocal em Queen of the Hi-Ace                                             | Virus              |
| 2006               | The Adversary - vocal em Homecoming                                                 | Ihsahn             |
| 2006               | Black for Death: An Icelandic Odyssey Part II - vocal em Loki Trickster God'        | Solefald           |
| 2007               | The Inferno - vocal em Limbo                                                        | Professor Fate     |
| 2007               | VioLution - vocal em The Absolute                                                   | V:28               |
| 2009               | Blood of Bacchus - vocal em Black Wings                                             | Ava Inferi         |
| 2010               | Abrahadabra - vocal em Endings and Continuations                                    | Dimmu Borgir       |
| 2010               | Wolf-Father - vocal em Baldrs Draumar                                               | Nidingr            |
| 2011               | The Agent That Shapes the Desert - vocal em Call Of The Tuskers                     | Virus              |
| 2016               | Winter Thrice - vocal em Winter Thrice                                              | Borknagar          |
| 2018               | Leather Teeth - vocal em Cheerleader Effect                                         | Carpenter Brut     |